# جزیره آیون
جزیره آیون (به لاتین: Ayon Island) یک جزیره در روسیه است که در دریای سیبری شرقی واقع شده‌است.

## خصوصیات
جزیره آیون ۴۴۰ نفر جمعیت دارد.